# 縣轄市
縣轄市是中華民國第三級行政區劃之一，與鄉及鎮平級，為地方自治團體。縣轄市設市公所及市民代表會，做為行政機關與立法機關。縣轄市下轄里，和鄉下所轄之村同級。

## 沿革

### 中國大陸

#### 中華民國北洋政府時期（1912年-1928年）
宣統三年（1911年）11月，宣布獨立的江蘇省軍政府公布了《江蘇暫行市鄉制》，率先將清朝頒布《城鎮鄉地方自治章程》中的「城鎮」建制改為「市」建制，城鎮自治改稱市自治，是為中華民國縣轄市的初端。文中承襲清制，規定縣治城廂為市，集結居住人口滿5萬以上者亦為市，市的組織分為議事會與董事會分掌立法與行政。
民國3年（1914年）袁世凱下令停辦地方自治後，市的組織被解散。其後部分省份都督曾公佈暫行市鄉制，但此縣轄市屬地方政府自行訂定，不在中央行政區劃建制當中。直至民國10年（1921年）7月3日，北洋政府頒佈《市自治制》，9月又制定《市自治制施行細則》，市制乃正式通用於全國。當時縣轄市屬「普通市」，受縣知事監督，人口滿1萬人以上的城鎮均可設立，市設市長1人。此制度施行日期較短暂，在北洋政府滅亡後結束。

#### 中華民國國民政府、中華民國政府時期（1928年-1949年）
國民政府北伐成功，東北易幟，統一中國後，在民國17年（1928年）頒布《市組織法》和《特別市組織法》，並將全市最高行政機關定名為「市政府」、最高民意機關定名為「市參議會」。
民國19年（1930年），國民政府制定新的《市組織法》，將「市」分為「院轄市」（亦稱「直轄市」）和「省轄市」。院轄市即原之特別市，與省同級；省轄市則與縣同級。「市」以下設區。所以，按此時期法律，並沒有明文規定設縣轄市之制度，也就沒有合法設立新的縣轄市之空間。

#### 中共政权及中华人民共和国建立初期（1932年-1953年）
中国共产党在其控制的根据地，拥有自行设置的行政区划体系。建立中华苏维埃共和国后，于1932年规定四种市的设置——中央直辖市、省辖市、县辖市、区辖市。1942年，陕甘宁边区政府规定的市制则是县级市、区级市、乡级市三级。有研究者指，1949年10月中华人民共和国建立前，中国各个不同政权至少有29个县辖市（镇级市）的设置。县辖市的设立是出于“稳固政权、加强城镇经济建设”的需要，体现了中国城镇化发展的变迁。
1950年初，中华人民共和国政府基本控制中国大陆全境。除旧有的县辖市外，新的县辖市亦有设置。同时，新政府开始对各类行政区划进行调整。一般认为新政府在1953年初取消了县辖市的设置。因此全国县辖市中，除少部升格为地辖市（县级市）外，其余多改称为镇，与乡平级。1954年《宪法》的第53条第3款，从宪法层面规定了县级行政区以下行政区单位名称为乡、民族乡、镇。至此，县辖市在中国大陆结束使用。

### 臺灣

現行臺灣建制市分布圖
直轄市
市
縣轄市

#### 縣轄市之法源
因為國民政府在大陸的法律並沒有訂定縣轄市的制度，而台灣的縣轄市是在國民政府接管臺灣後，原計畫廢除日治時期為平衡區域發展而在東部設立的花蓮港市與宜蘭市（兩市之人口均未達中華民國所訂省轄市成立標準），但其重要性又高於鎮，故先於1946年頒布《臺灣省縣轄市組織規程》，在臺灣省境內制訂「縣轄市」作為折衷。後在1950年寫入《臺灣省各縣市實施地方自治綱要》中，並配合1950年行政區劃更動，陸續將新竹、嘉義、彰化、屏東等省轄市都降格為縣轄市。台灣省特有的縣轄市制度，從那時候一直至今都是比照「鄉鎮」級的第三級行政區劃，所以是設置「市公所」（如宜蘭縣的宜蘭市，是設置「宜蘭市公所」），而不是比照縣市（省轄市）級（第二級行政區劃）設置市政府。
早期縣轄市的人口規定為5萬人（1950年《臺灣省各縣市實施地方自治綱要公布案》第5條），1959年頒布《台灣省各縣市實施地方自治綱要》，該規定又改為須10萬人，首先符合並改制者為臺北縣三重鎮，改制為台北縣三重市（今新北市三重區），1977年《台灣省各縣市實施地方自治綱要》又修改法規，將門檻又再提高到為15萬人。

#### 1981年修正
然而1981年再修訂法規《臺灣省各縣市實施地方自治綱要》（該法規僅限施行於臺灣省，金馬地區不適用），新增規定「縣政府所在地」亦得設立縣轄市，（如澎湖縣的「馬公鎮」改制為馬公市、南投縣的「南投鎮」改制為南投市、苗栗縣的「苗栗鎮」改制為苗栗市、雲林縣的「斗六鎮」改制為斗六市、台南縣的「新營鎮」改制為新營市）。應注意屬於中華民國福建省的金門縣縣治金城鎮與連江縣縣治南竿鄉，均不受《臺灣省各縣市實施地方自治綱要》的規範（金門與馬祖則另有法規《福建省金門縣連江縣實施地方自治綱要》）。
但也有特例，如嘉義縣朴子市（原為嘉義縣朴子鎮），嚴格來講並非縣政府所在地，該鎮也比照該條款改制為縣轄市：這是緣由於早在1982年，原本是嘉義縣政府所在的縣轄市嘉義市 (縣轄市)，獲准單獨升格為省轄市，不再受嘉義縣政府管轄，所以嘉義縣政府必須搬離嘉義市，直到後來到1993年，該縣新成立「嘉義縣縣政中心」，當地將縣政中心設在跨越嘉義縣的太保鄉（今嘉義縣太保市）及朴子鎮的鄉鎮交界處，新的嘉義縣政府大樓是位於太保鄉，依當時《台灣省各縣市實施地方自治綱要》的「縣政府所在地」亦得設立縣轄市之條款，當然可改制為太保市；但是隔壁的嘉義縣議會大樓卻位於朴子鎮轄區。當時在嘉義縣地方民意要求下，希望朴子鎮同樣能依當時《台灣省各縣市實施地方自治綱要》的規定，也可比照縣政府所在地，改制為縣轄市，而當時上級台灣省政府，一方面為了因應地方民意，另方面同時也因應當時所謂「台灣省長選舉」的時事需求，亦允許之而被稱作「朴子條款」，故朴子鎮亦改制為朴子市。由於朴子與太保兩市在改制為縣轄市之前人口本就稀少，因此該兩市同時成為全臺灣省人口最少的兩個縣轄市。
因此後來的《省縣自治法》便廢除了縣治可為縣轄市的規定條款，以防各縣藉由搬遷縣政府來讓許多鄉鎮陸續改制為縣轄市。
後來到了1999年1月13日起，相關法規改適用新訂定的《地方制度法》第3條，使縣轄市的設置機制擴及全國，當然也包含了金馬地區。同時也在《地方制度法》第4條第5項中，廢除「縣政府所在地得以改制為縣轄市」的條款，但註明已成立為縣轄市者不溯及既往，保障了一些人口較為稀少的縣轄市（少於15萬人口），不會被改制回鄉鎮。

#### 2014年修正
由於台灣人口成長已漸趨緩慢，自1999年10月原臺北縣樹林鎮（今新北市樹林區）改制縣轄市後，到2010年8月1日原桃園縣楊梅鎮（今桃園市楊梅區）改制前，曾有長達十年無縣轄市改制。故部分鎮如彰化縣員林鎮亦出現將「修法納入縣市政府、縣市議會或地方法院本院所在地為改制要件」、「修法調降」、「合併改制」等聲音，以突破人口瓶頸。但因合併改制牽涉層面較廣，重新納入縣市政府／議會或地方法院本院所在地為要件及亦擔心當年朴子之狀況重演，故改以修法調降人口門檻為手段。
而立法院並於2014年1月，著手審查《地方制度法》的相關條文修正，希望能將改制縣轄市的人口門檻，下修到10萬人（即與1959年的標準相同）即可；2015年5月29日相關條文三讀通過，睽違37年，縣轄市人口門檻再次改回10萬人，當時符合這人口門檻的有苗栗縣頭份鎮與彰化縣員林鎮 ，兩鎮改制為縣轄市。

#### 現況

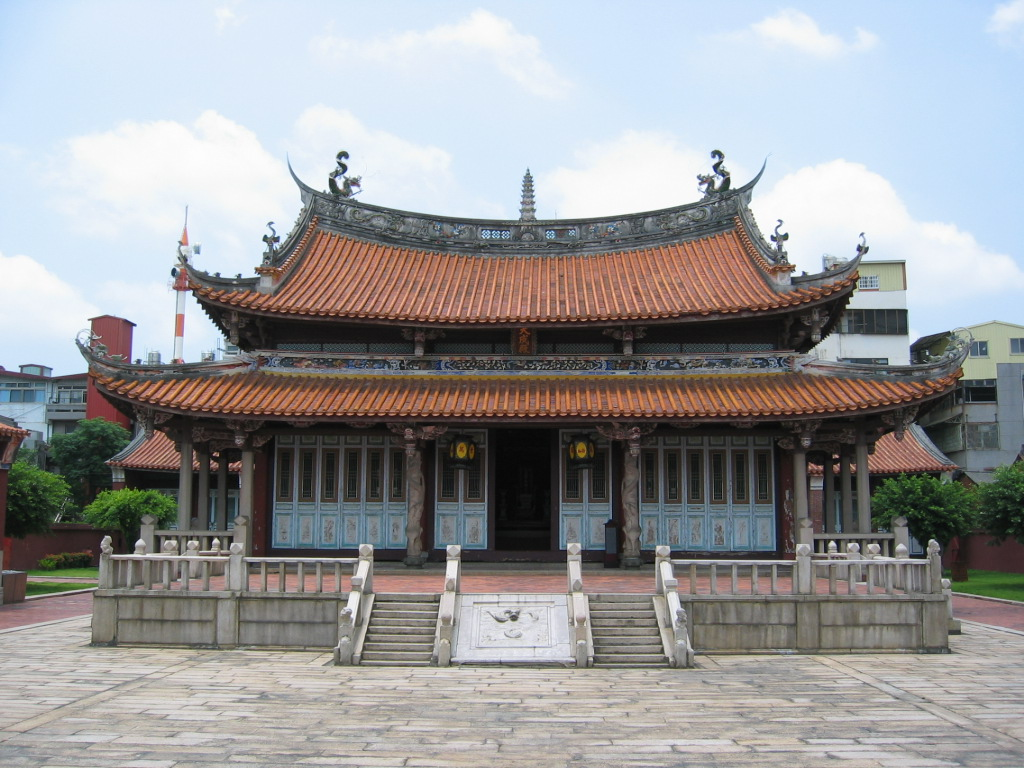
彰化市
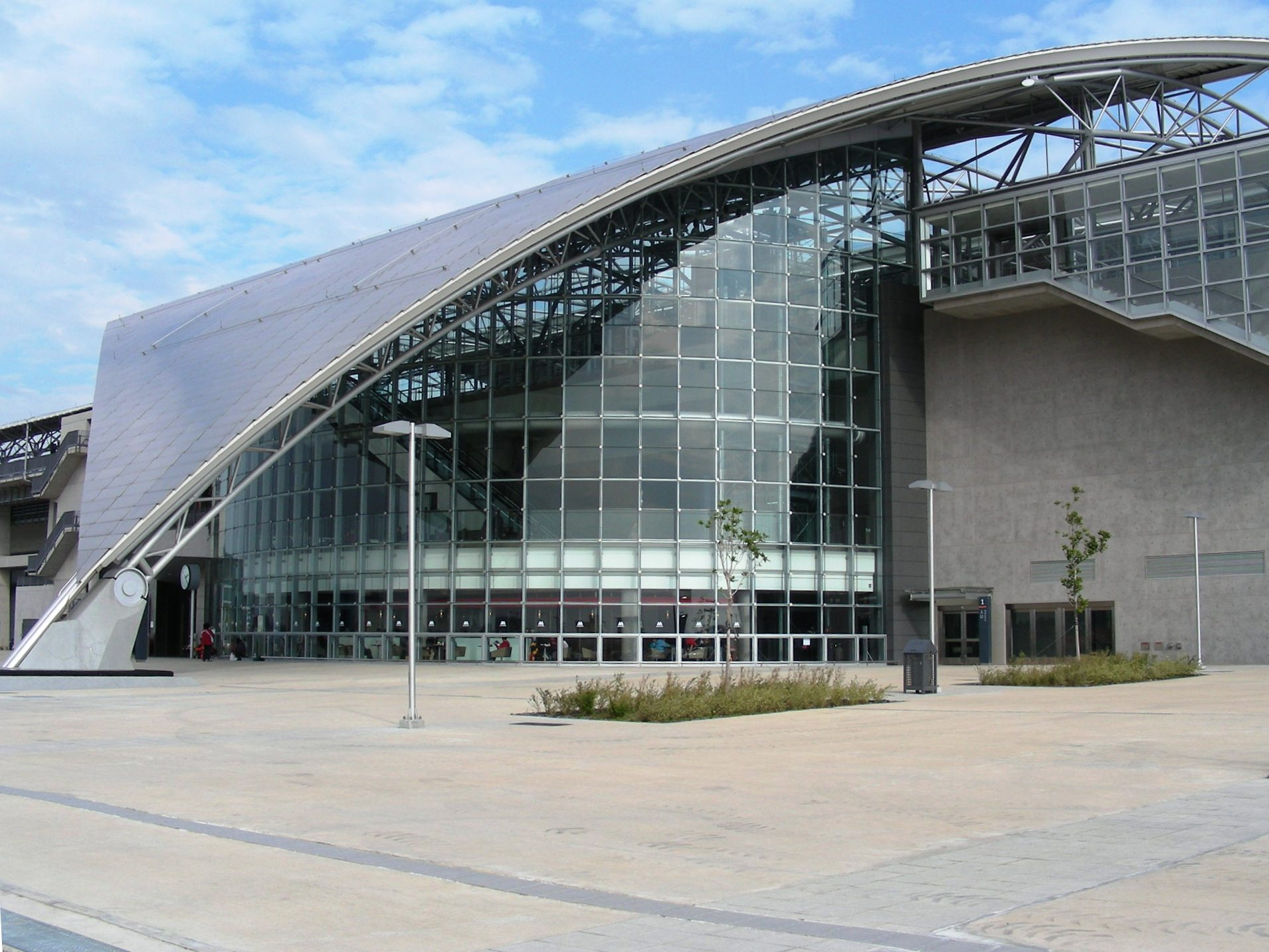
竹北市
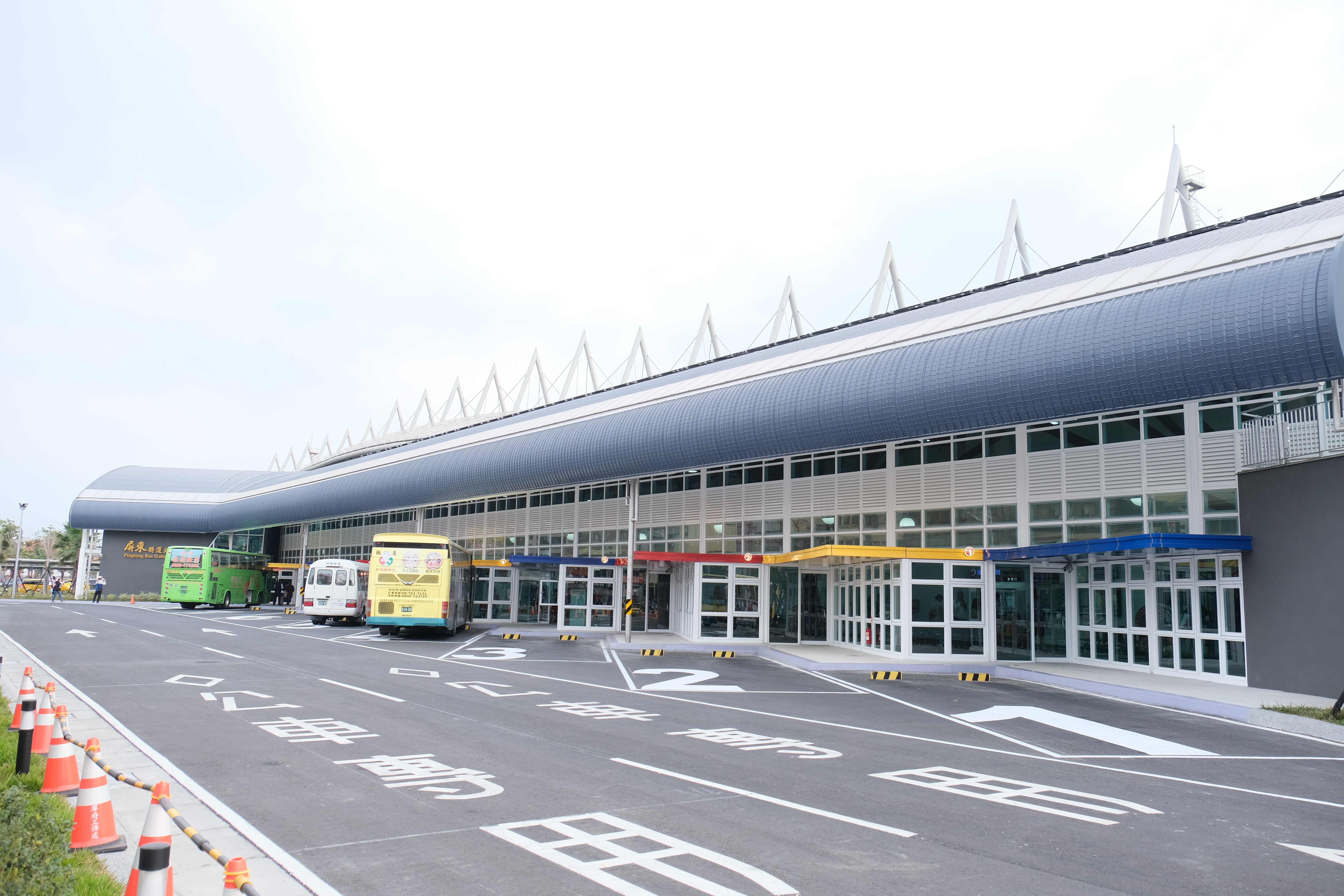
屏東市
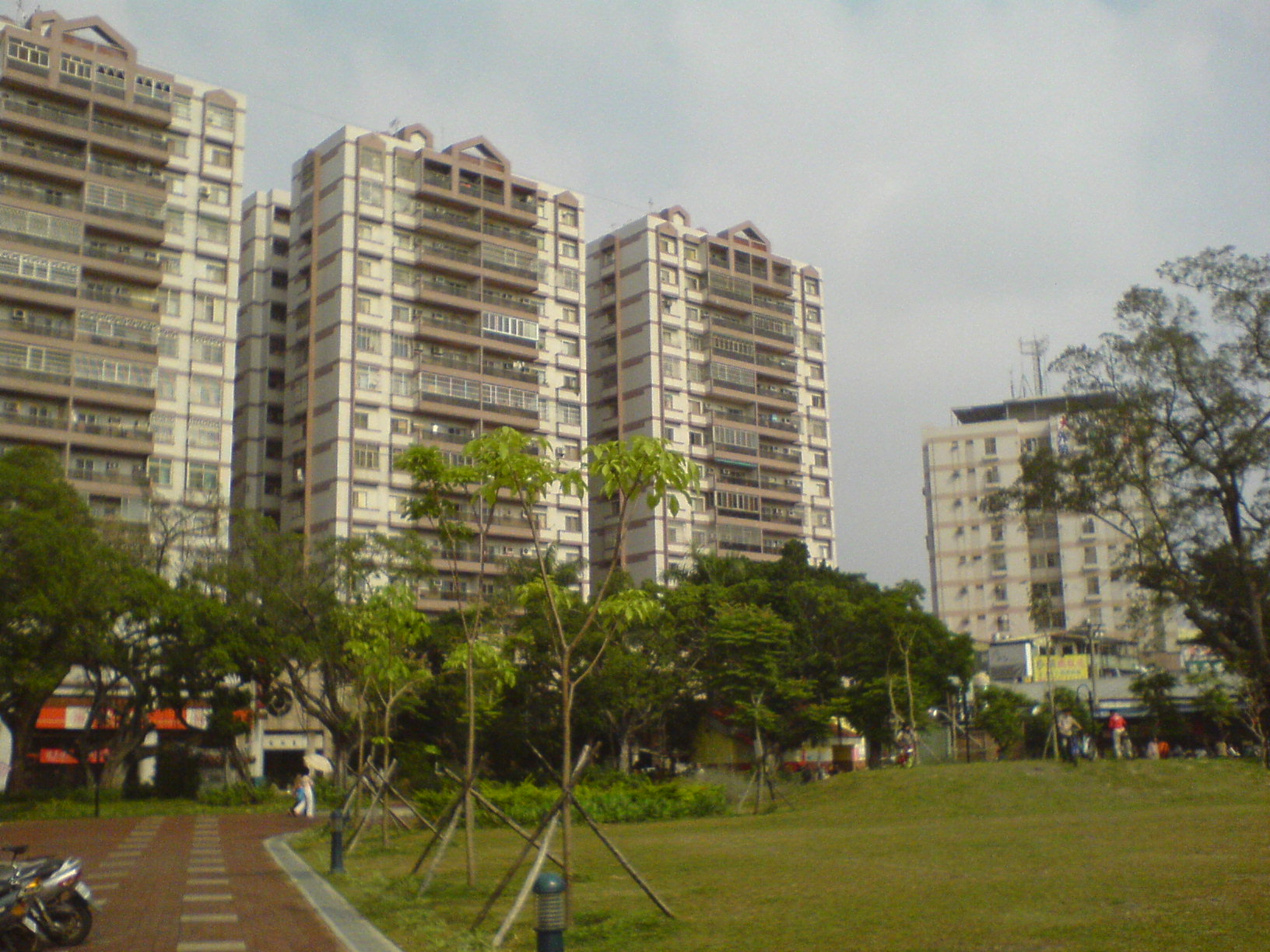
員林市
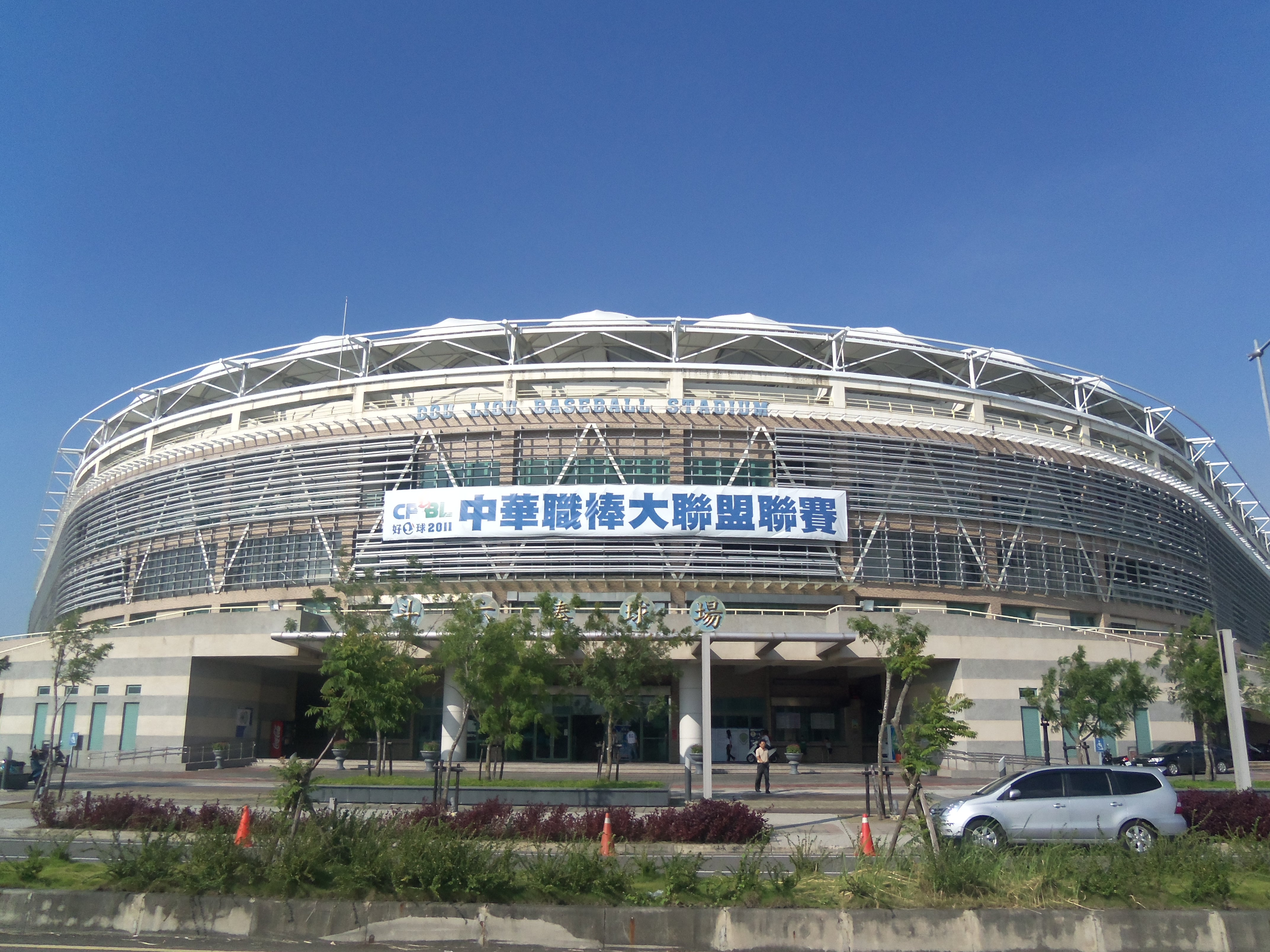
斗六市
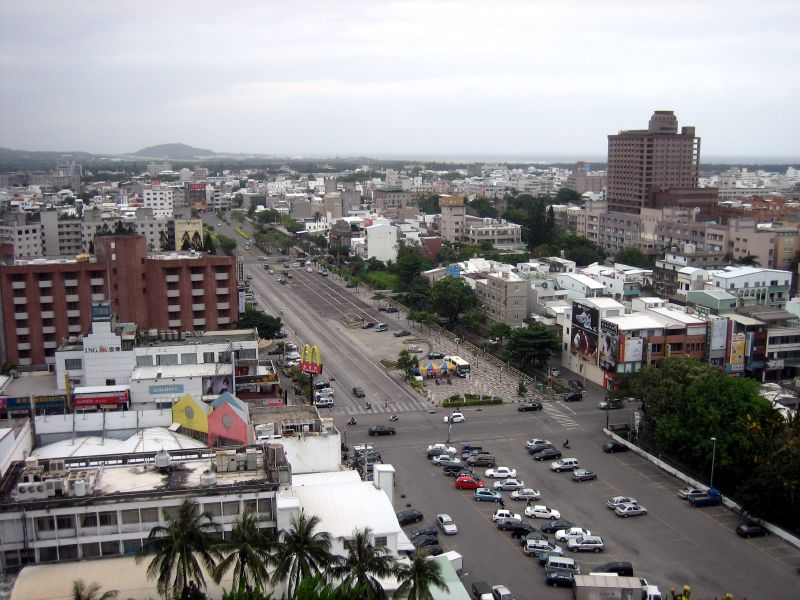
臺東市
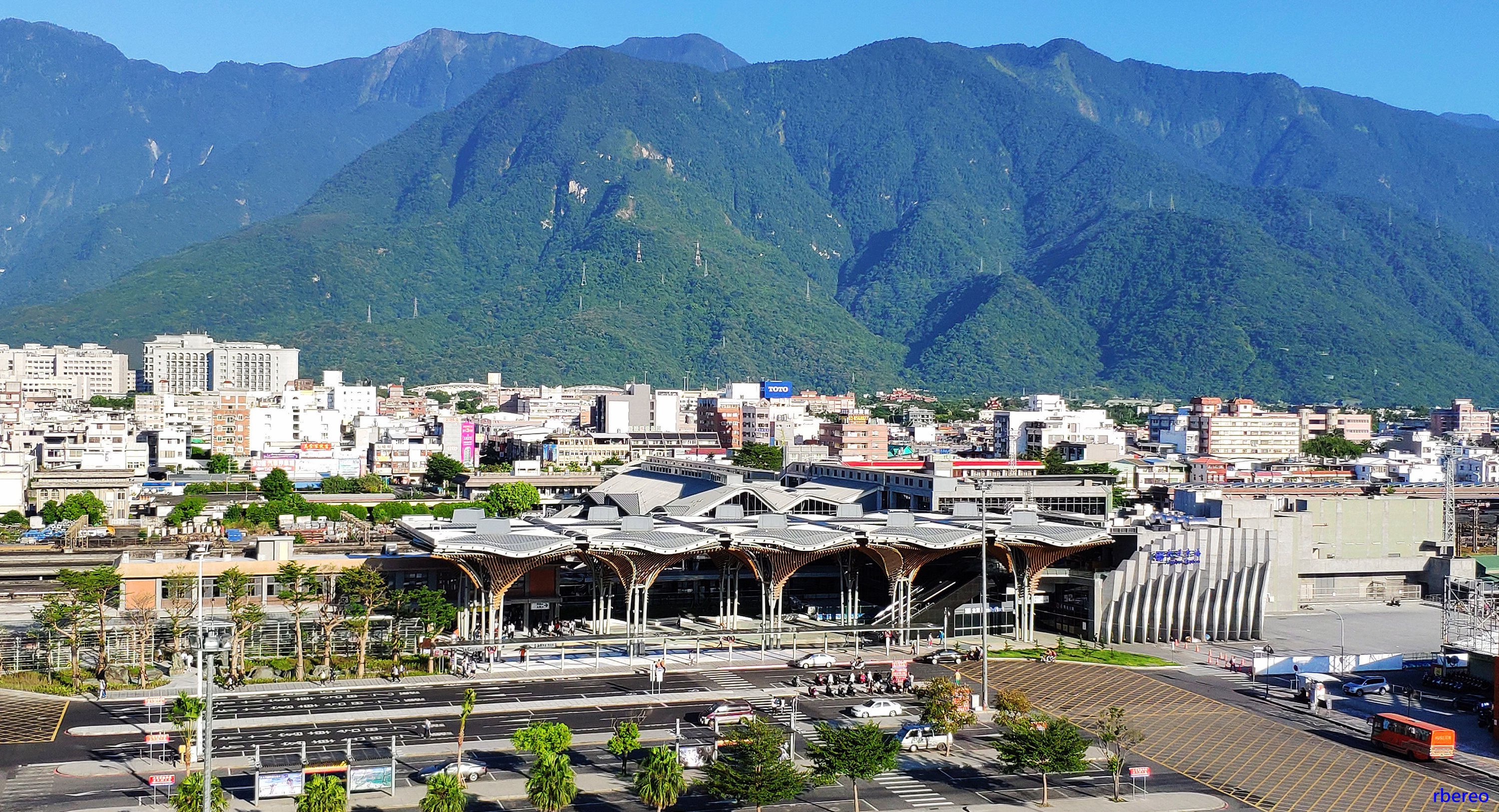
花蓮市
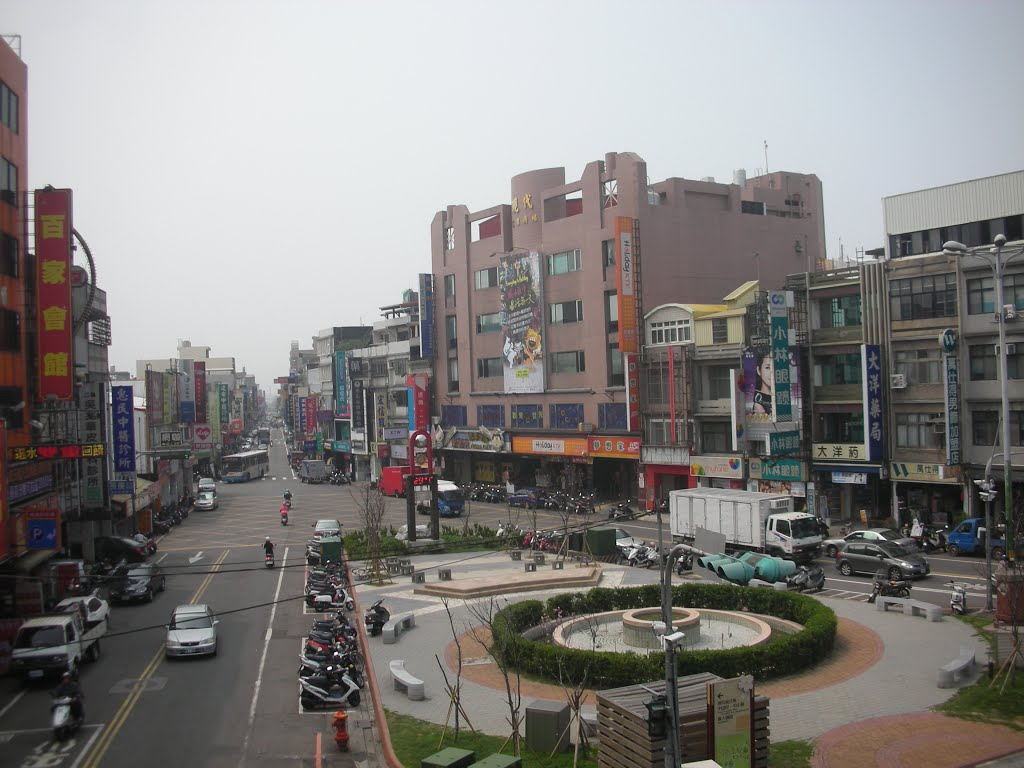
頭份市
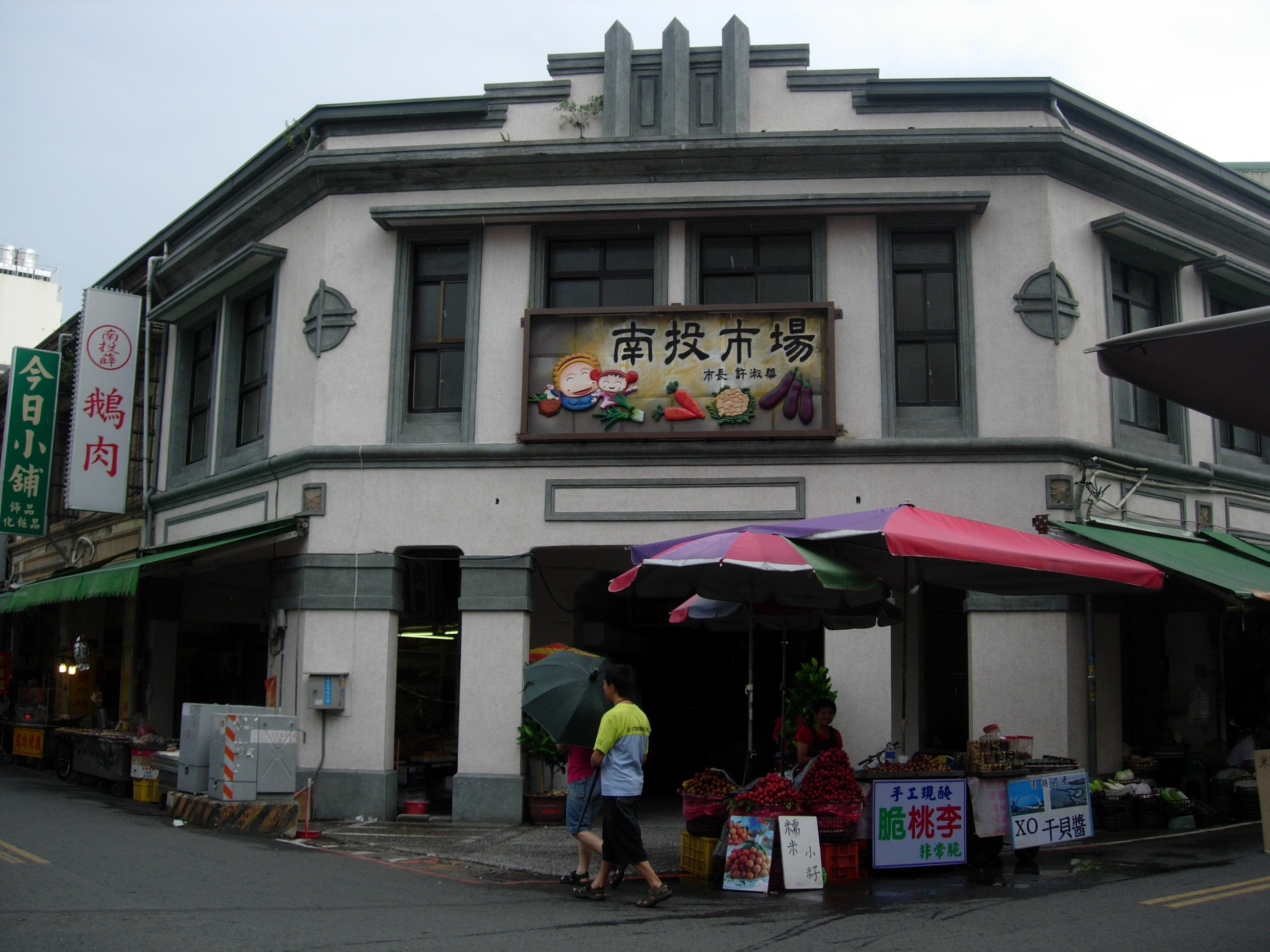
南投市
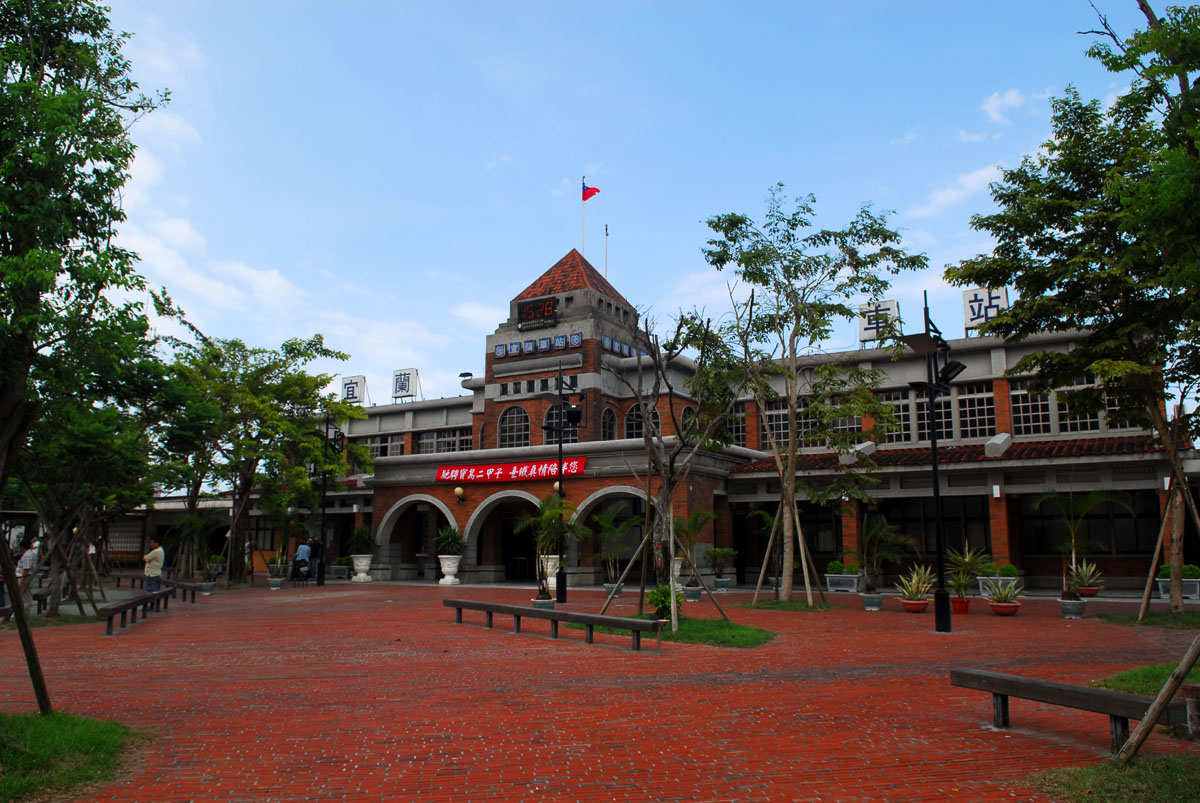
宜蘭市
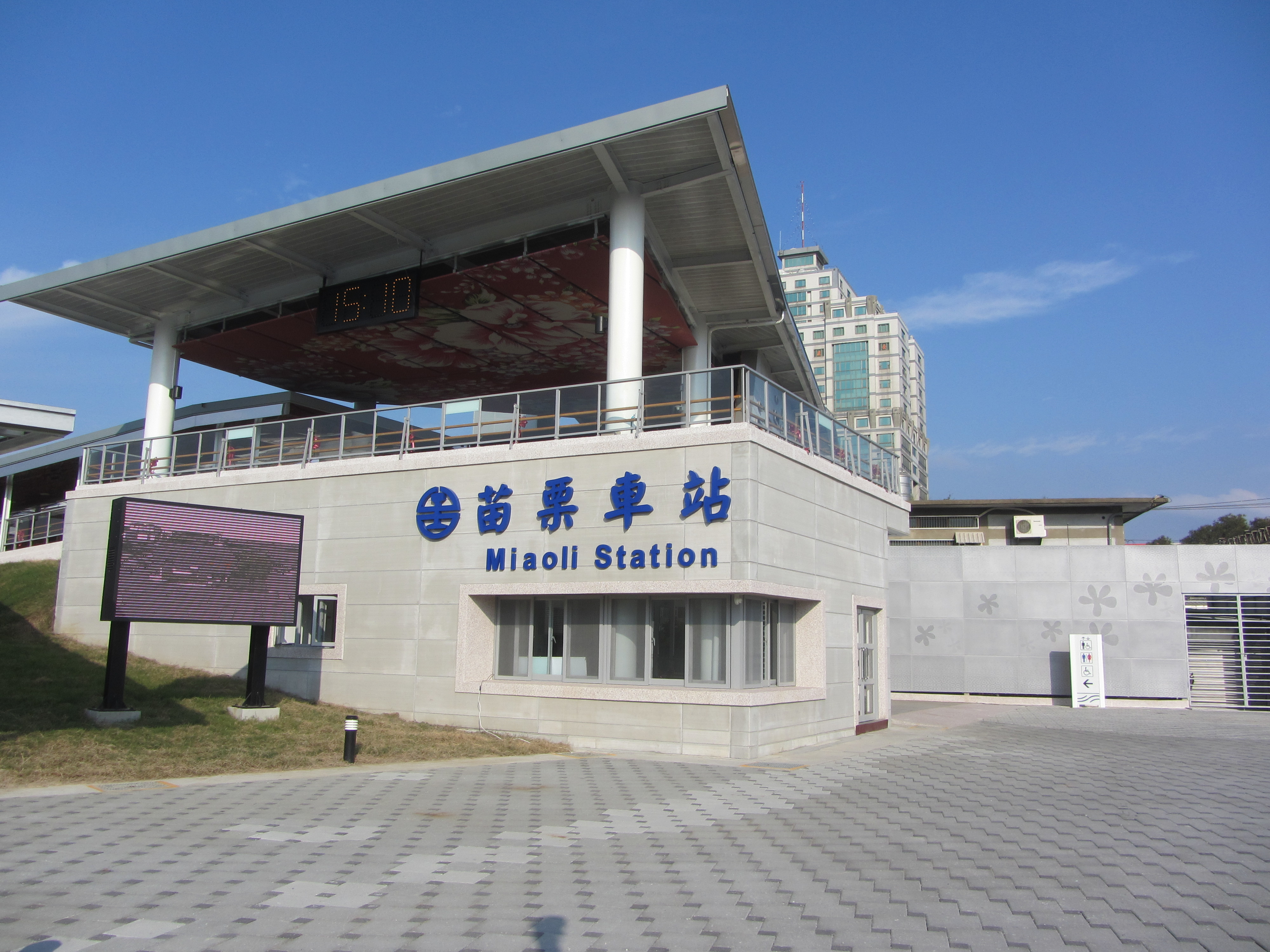
苗栗市
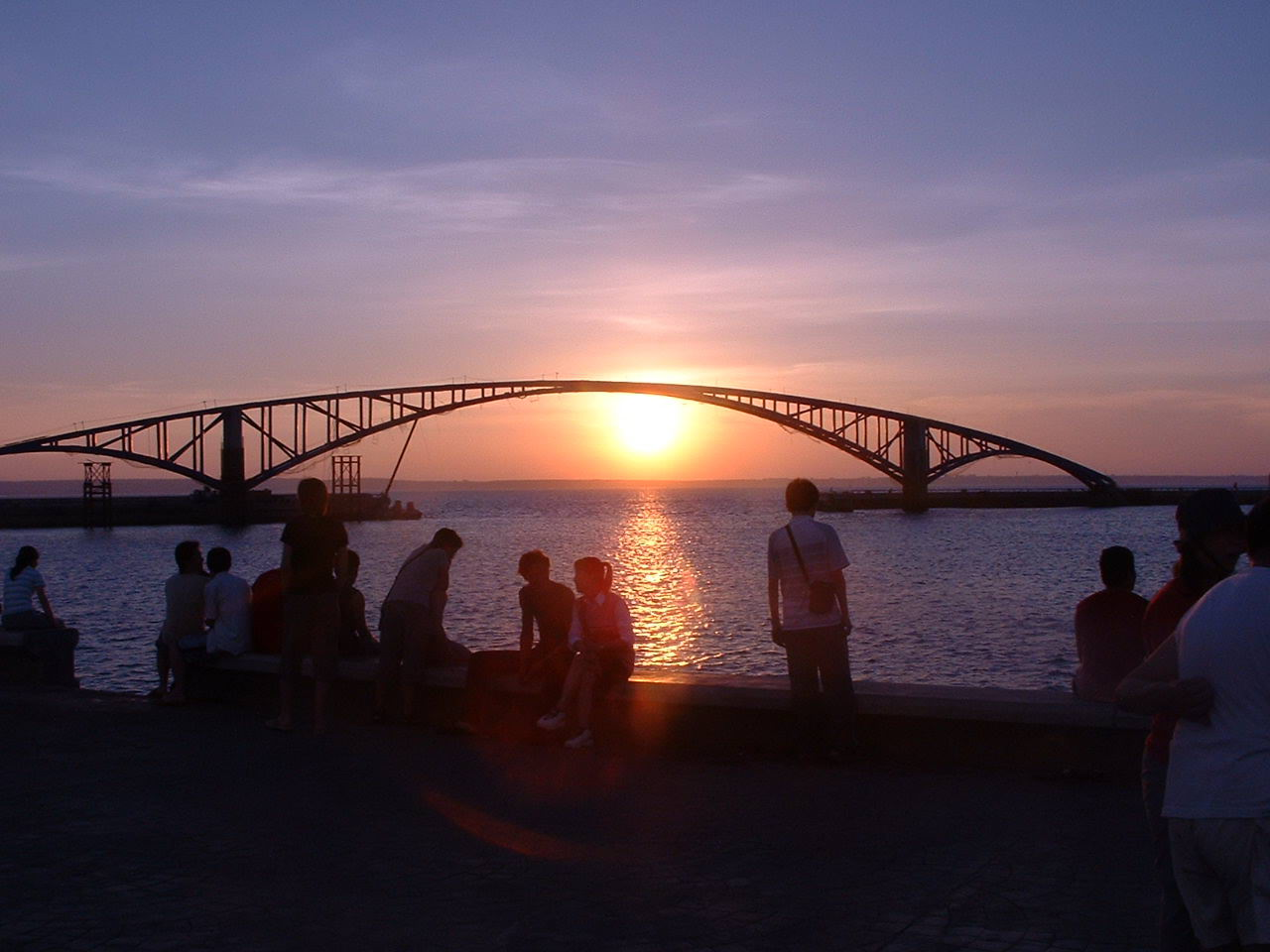
馬公市
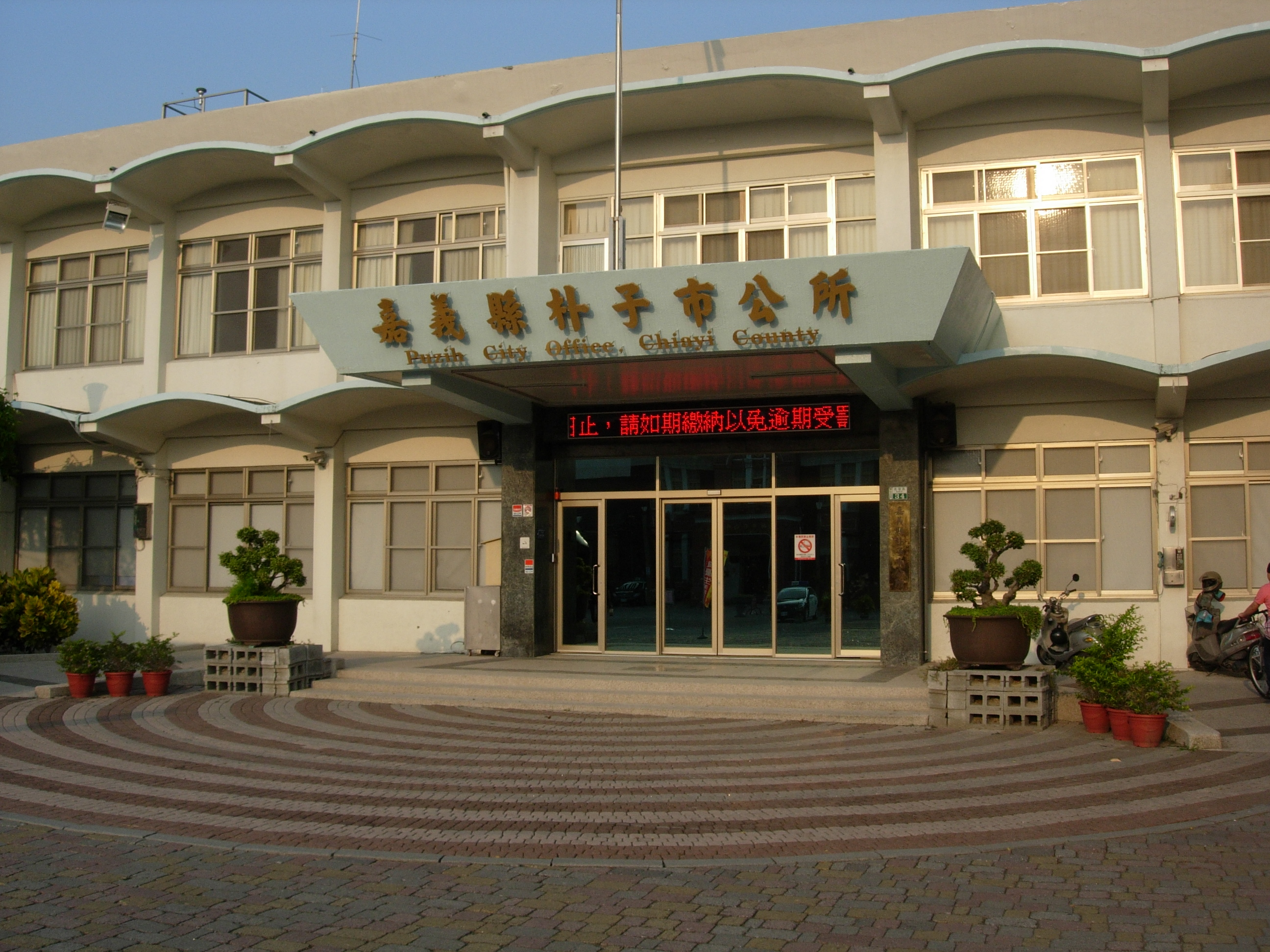
朴子市
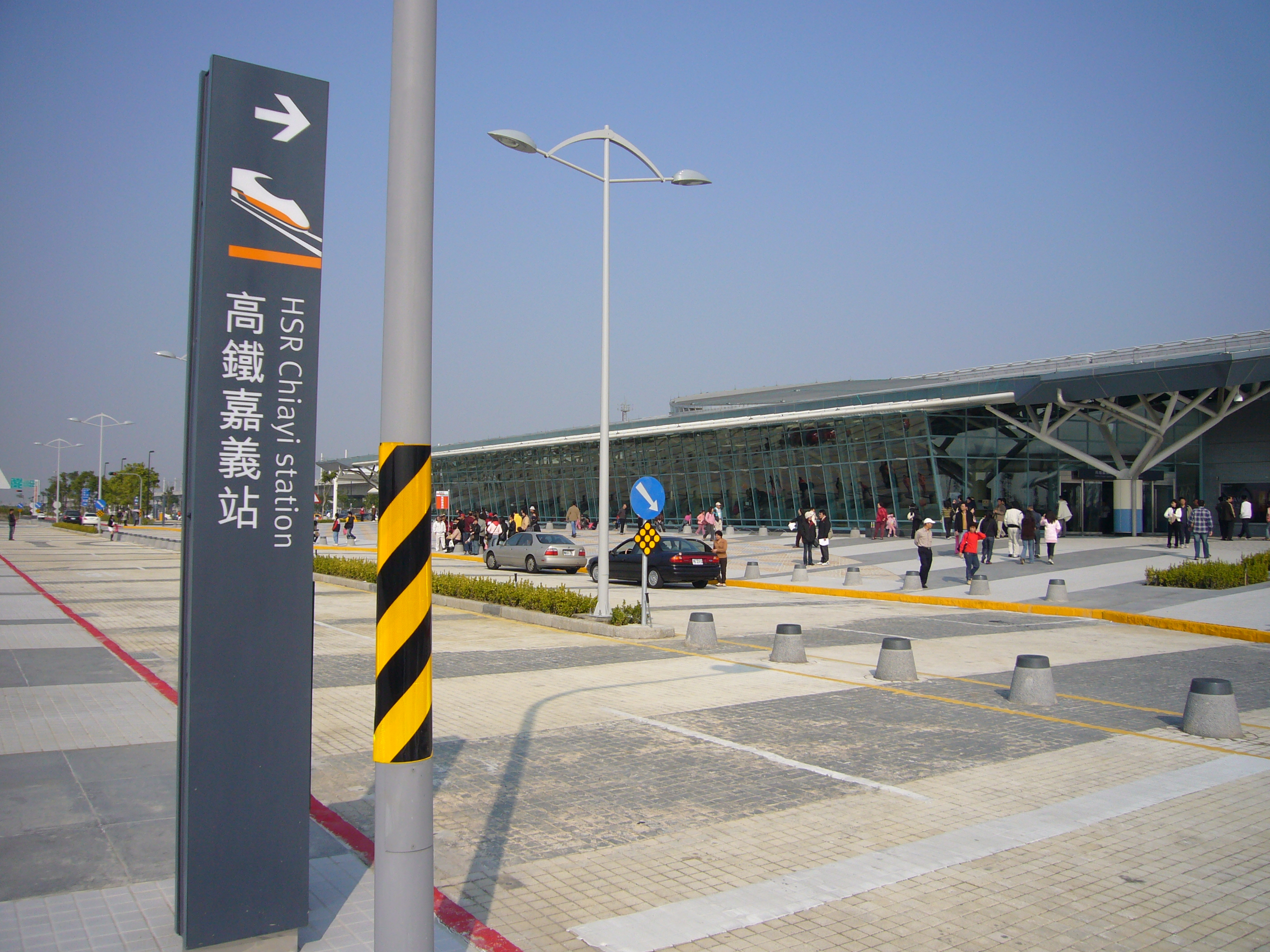
太保市

目前中華民國有14個縣轄市，人口最多與最少的縣轄市分別是彰化縣彰化市與嘉義縣太保市，2024年底兩縣轄市人口分別為223,689人與39,342人，有7個縣轄市人口不足10萬人，分別是嘉義縣太保市（39,614人）、朴子市（40,317人）、澎湖縣馬公市（63,702人）、苗栗縣苗栗市（86,013人）、宜蘭縣宜蘭市（94,941人）、南投縣南投市（96,989人）、花蓮縣花蓮市（97,950人）。面積最大與最小的縣轄市分別是臺東縣臺東市與宜蘭縣宜蘭市，兩縣轄市面積分別為109.7691平方公里與29.4080平方公里；人口密度最高與最低的縣轄市分別是新竹縣竹北市與嘉義縣太保市，2024年底兩縣轄市人口密度分別為每平方公里4,689人與588人。
升格為直轄市新北市前的臺北縣，則曾一度擁有10個縣轄市，不但擁有縣轄市之數目居全國之冠，而且其中許多還有人口高達幾十萬者，遠超過當時中華民國境內的若干省轄市人口規模，如台北縣板橋市、中和市等，都是人口四十萬以上的「大縣轄市」，遠勝過譬如嘉義市等人口規模較小的省轄市。不過隨者2010年台北縣升格為新北市，其下的縣轄市已經全部改制為區。
在部分人口較多也較繁榮的「大縣轄市」，因人口眾多及高度都市化，而有自行在轄區內劃分「次級分區」的情形，如彰化市和屏東市。但此種「次級分區」僅便於政務推動，不具法理意義，當然也非正式的行政區劃。

## 設置標準
依據《地方制度法》第四條第四項，人口聚居達10萬人以上50萬人以下，且工商發達、自治財源充裕、交通便利及公共設施完全之地區，得設縣轄市。
- 縣轄市為地方自治團體之公法人，自有行政及立法機關，市民可直選市長、市民代表，任期均為4年。
- 縣轄市之下設里。里長由里民依法選舉之，里長任期為4年。

## 改制年表
| 日期 | 增加                                                             | 減少 | 數目 | 備註 |
| --- | ---------------------------------------------------------------- | --- | ---- | --- |
| 1946年1月，中華民國實際管轄區域將原日治時期臺北州宜蘭市與花蓮港廳花蓮港市改制為宜蘭市、花蓮市等二縣轄市。                        |                                                                  | |      | |
| 1951年11月 | 嘉義縣嘉義市                                                     | | 3    | 由原省轄嘉義市之新東、新西、新南、新北四鎮組成。 |
| 1951年12月1日 | 彰化縣彰化市 新竹縣新竹市 屏東縣屏東市                           | | 6    | 省轄彰化市降格為縣轄彰化市。 省轄新竹市則為拆成縣轄新竹市、竹東鎮與寶山鄉。 省轄屏東市則為拆成縣轄屏東市、萬丹鄉、長治鄉（含麟洛鄉）與九如鄉。               |
| 1962年4月1日 | 臺北縣三重市                                                     | | 7    | 第一個因人口超過10萬而改制的縣轄市。 |
| 1967年7月1日 | 桃園縣中壢市                                                     | | 8    | |
| 1971年4月21日 | 桃園縣桃園市                                                     | | 9    | |
| 1972年7月1日 | 臺北縣板橋市 高雄縣鳳山市                                        | | 11   | |
| 1976年1月1日 | 臺東縣臺東市                                                     | | 12   | 台東鎮為達成10萬人門檻，從卑南鄉劃出10村併入台東鎮。 |
| 1976年3月1日 | 臺中縣豐原市                                                     | | 13   | |
| 1979年1月1日 | 臺北縣中和市、永和市                                             | | 15   | 1977年修訂為15萬人口新門檻。 |
| 1980年1月15日 | 臺北縣新莊市、新店市                                             | | 17   | |
| 1981年12月25日 | 苗栗縣苗栗市 南投縣南投市 雲林縣斗六市 臺南縣新營市 澎湖縣馬公市 | | 22   | 1981年增列縣治駐地設縣轄市規定，所有縣治（原為「鎮」）改制為縣轄市。                                                                                         |
| 1982年7月1日 |                                                                  | 新竹縣新竹市 嘉義縣嘉義市 | 20   | 升格為省轄市，香山鄉併入新竹市改制為香山區。 |
| 1988年10月31日 | 新竹縣竹北市                                                     | | 21   | 因縣治駐地而改制。 |
| 1991年7月1日 | 嘉義縣太保市                                                     | | 22   | 因縣治駐地而改制，也是全國人口最少的縣轄市。 |
| 1992年3月1日 | 桃園縣平鎮市                                                     | | 23   | |
| 1992年9月10日 | 嘉義縣朴子市                                                     | | 24   | 因競爭縣治駐地的結果，導致當地民眾不滿，中央政府為平息地方聲浪而改制，人口僅四萬餘人，在縣轄市中僅高於太保市。                                               |
| 1993年5月1日 | 臺南縣永康市                                                     | | 25   | |
| 1993年6月26日 | 臺北縣土城市                                                     | | 26   | |
| 1993年11月1日 | 臺中縣大里市                                                     | | 27   | |
| 1995年1月1日 | 桃園縣八德市                                                     | | 28   | |
| 1996年8月1日 | 臺中縣太平市                                                     | | 29   | |
| 1997年10月6日 | 臺北縣蘆洲市                                                     | | 30   | |
| 1999年7月1日 | 臺北縣汐止市                                                     | | 31   | 第一個適用《地方制度法》而改制的縣轄市。 |
| 1999年10月4日 | 臺北縣樹林市                                                     | | 32   | |
| 2010年8月1日 | 桃園縣楊梅市                                                     | | 33   | |
| 2010年12月25日 |                                                                  | 臺北縣板橋市、三重市、中和市、永和市、新莊市、新店市、土城市、蘆洲市、樹林市、汐止市 臺中縣豐原市、大里市、太平市 臺南縣新營市、永康市 高雄縣鳳山市 | 17   | 參與改制為直轄市的縣，所有下轄之鄉鎮市改制為區。 |
| 2014年6月3日 | 桃園縣蘆竹市                                                     | | 18   | 蘆竹鄉發出四千三百六十多萬元遷籍獎勵金給一萬九千多人後改制為縣轄市，年底隨桃園縣改制為直轄市而再改制為蘆竹區，蘆竹市因此成為台灣地方制度史上最短命的縣轄市。 |
| 2014年12月25日 |                                                                  | 桃園縣桃園市、中壢市、平鎮市、八德市、楊梅市、蘆竹市                                                                                                | 12   | 桃園縣升格為直轄市，下轄之鄉鎮市改制為區。 |
| 2015年8月8日 | 彰化縣員林市                                                     | | 13   | 2015年5月29日《地方制度法》修正縣轄市設立標準，將縣轄市人口由原本的15萬下修為10萬人，因而改制。                                                              |
| 2015年10月5日 | 苗栗縣頭份市                                                     | | 14   | 2015年5月29日《地方制度法》修正縣轄市設立標準，將縣轄市人口由原本的15萬下修為10萬人，因而改制。                                                              |
| 現有彰化市、屏東市、竹北市、員林市、斗六市、臺東市、花蓮市、頭份市、南投市、宜蘭市、苗栗市、馬公市、朴子市、太保市等14個縣轄市。 |                                                                  | |      | |

## 現況
現今臺灣縣轄市人口排名列表：
| 排名 | 市     | 隸屬縣 | 人口數  | 備註           |
| ---- | ------ | ------ | ------- | -------------- |
| 1    | 彰化市 | 彰化縣 | 222,536 | 縣治           |
| 2    | 竹北市 | 新竹縣 | 220,263 | 縣治           |
| 3    | 屏東市 | 屏東縣 | 192,419 | 縣治           |
| 4    | 員林市 | 彰化縣 | 122,758 | 地方法院所在地 |
| 5    | 斗六市 | 雲林縣 | 109,268 | 縣治           |
| 6    | 頭份市 | 苗栗縣 | 108,004 |                |
| 7    | 臺東市 | 臺東縣 | 103,097 | 縣治           |
| 8    | 花蓮市 | 花蓮縣 | 97,950  | 縣治           |
| 9    | 南投市 | 南投縣 | 96,989  | 縣治           |
| 10   | 宜蘭市 | 宜蘭縣 | 94,941  | 縣治           |
| 11   | 苗栗市 | 苗栗縣 | 86,013  | 縣治           |
| 12   | 馬公市 | 澎湖縣 | 63,702  | 縣治           |
| 13   | 朴子市 | 嘉義縣 | 40,317  | 縣議會所在地   |
| 14   | 太保市 | 嘉義縣 | 39,614  | 縣治           |

- 彰化市
- 竹北市
- 屏東市
- 員林市
- 斗六市
- 臺東市
- 花蓮市
- 頭份市
- 南投市
- 宜蘭市
- 苗栗市
- 馬公市
- 朴子市
- 太保市

### 臺灣省
現今臺灣省縣轄市數目統計：
| 縣       | 新竹縣 | 苗栗縣         | 彰化縣         | 南投縣 | 雲林縣 | 嘉義縣         | 屏東縣 | 宜蘭縣 | 花蓮縣 | 臺東縣 | 澎湖縣 | 總計 |
| -------- | ------ | -------------- | -------------- | ------ | ------ | -------------- | ------ | ------ | ------ | ------ | ------ | ---- |
| 縣轄市   | 竹北市 | 苗栗市、頭份市 | 彰化市、員林市 | 南投市 | 斗六市 | 太保市、朴子市 | 屏東市 | 宜蘭市 | 花蓮市 | 臺東市 | 馬公市 | 總計 |
| 縣轄市數 | 1      | 2              | 2              | 1      | 1      | 2              | 1      | 1      | 1      | 1      | 1      | 14   |

人口9萬以上的其他鄉鎮有新竹縣竹東鎮97,453人、南投縣草屯鎮97,133人、苗栗縣竹南鎮90,103人（以上均據2024年5月人口統計），距離改制人口門檻10萬僅差幾千人，在未來有機會改制為縣轄市。

### 福建省
現今福建省縣轄市數目統計：0。福建省今僅轄金門、連江（馬祖）二縣，未因特殊條件設市，後因人口數未達《地方制度法》設市條件，至今二縣並無縣轄市。